# 詹朗林
詹朗林（Jacky Jim，1981年2月5日—，綽號JJ，J姑），前香港ViuTV電視主持人，曾任now TV主持人，又是香港金融機構高層。

## 簡歷
2003年嶺南大學學士畢業，2004年英國大學碩士畢業，返香港從事金融行業。2012年因籌款活動司儀之替工，被now TV監製找他兼任電視節目主持。因為表現好，逐漸變成全職，但仍有兼顧做金融方面工作；2016年免費電視ViuTV開始參與ViuTV節目，至2021年10月與ViuTV結束合約，惟他仍以自由身名義主持「晚吹—總有一瓣喺左近」節目至今。現已皈依成佛教徒。

## 演出

### 電視節目（ViuTV）
- 2017年：《雙商》第6集演出
- 2017年：《熟女在野》主持
- 2017年：《interviu》第82集主持
- 2018年：《職場特工》第7-10集主持
- 2018年：《區區有樂》主持
- 2018年：《港隊練習生》主持
- 2018年：《新世紀潮爆老友》主持
- 2018年：《Good Night Show 全民星戰》參賽者
- 2018年：《Good Night Show 廣告女皇》製片
- 2019年：《玩轉腦友記》主持
- 2019年：《晚吹-總有一瓣喺左近》第79集起主持
- 2019年：《樂齡日記》主持
- 2019年：《十五分鐘熱度 Plus》：《Interviu》—《依個老細真抵_》環節主持
- 2019年：《週日慶功宴》主持
- 2019年：《未來教室》主持
- 2019年：《藝術團睇》主持
- 2020年：《鼠年行運要點相》第2集嘉賓
- 2020年：《踢館》主持
- 2021年：《ViuTV 5周年：繼續向前》演出
- 2021年：《ViuTV 2022》演出

### 電視劇（ViuTV）
- 2019年：《黑市—黃牛》 飾演 良
- 2022年：《冥冥之中》飾演 成旭

### 電視節目（now TV）
- 《102觀星總部》主播

### 電影
- 《夜校》

## 外部連結
- 詹朗林的Instagram帳戶